# 長津線
長津線（チャンジンせん）は、朝鮮民主主義人民共和国咸鏡南道栄光郡にある栄光駅から長津郡にある泗水駅までを結ぶ鉄道路線である。

## 路線データ
- 路線距離：栄光～泗水間58.3km
- 駅数：14（両端駅を含む）
- 軌間：762mm
- 電化区間：全線（直流3000V）
- 複線区間：なし

## 概要
日本統治時代に建設された新興鉄道長津線を原型としている。

## 歴史
- 1926年10月1日：朝鮮鉄道咸南線の支線として五老駅（栄光駅） - 上通駅間開業。
- 1934年9月1日：新興鉄道長津線として上通駅 - 三巨駅間開業[1]
- 1934年11月1日：三巨駅 - 旧津駅間開業[2]。
- 1935年7月15日：新垈駅 - 旧津駅間廃止[3]。
- 1935年8月30日：泗水駅 - 新垈駅間廃止[4]。
- 1938年4月22日：朝鮮鉄道咸南線が新興鉄道に譲渡され、五老駅 - 泗水駅間が路線統合される[5]。

## 駅一覧
- 駅所在地は全線咸鏡南道内。

| 駅名            | 駅名            | 駅名             | 駅間キロ (km) | 栄光 からの 累計キロ (km) | 咸興 からの 累計キロ (km) | 接続路線             | 所在地 |
| 日本語          | 朝鮮語          | 英語             | 駅間キロ (km) | 栄光 からの 累計キロ (km) | 咸興 からの 累計キロ (km) | 接続路線             | 所在地 |
| --------------- | --------------- | ---------------- | ------------- | ------------------------- | ------------------------- | -------------------- | ------ |
| 栄光駅 (五老駅) | 영광역 (오로역) | Yŏnggwang (Oro)  | 0.0           | 0.0                       | 17.0                      | 北朝鮮鉄道省：新興線 | 栄光郡 |
| 東陽駅          | 동양역          | Tongyang         | 3.6           | 3.6                       | 20.6                      |                      | 栄光郡 |
| 松堂駅          | 송당역          | Songdang         | 5.5           | 9.1                       | 26.1                      |                      | 栄光郡 |
| 上通駅          | 상통역          | Sangt'ong        | 4.2           | 13.3                      | 30.3                      |                      | 栄光郡 |
| 龍水駅          | 룡수역          | Ryongsu          | 4.1           | 17.4                      | 34.4                      |                      | 栄光郡 |
| 下岐川駅        | 하기천역        | Hagich'ŏn        | 6.0           | 23.4                      | 40.4                      |                      | 栄光郡 |
| 三巨駅          | 삼거역          | Samgŏ            | 5.0           | 28.4                      | 45.4                      |                      | 栄光郡 |
| 堡庄駅          | 보장역          | Pojang           | 3.6           | 32.0                      | 49.0                      |                      | 栄光郡 |
| 黄草嶺駅        | 황초령역        | Hwangch'oryŏng   | 3.8           | 35.8                      | 52.8                      |                      | 長津郡 |
| 古土駅          | 고토역          | Kot'o            | 5.4           | 41.2                      | 58.2                      |                      | 長津郡 |
| 富盛駅          | 부성역          | Pusŏng           | 5.2           | 46.4                      | 63.4                      |                      | 長津郡 |
| 上坪駅          | 상평역          | Sangp'yŏng       | 2.8           | 49.2                      | 66.2                      |                      | 長津郡 |
| 長津駅 (下碣駅) | 장진역 (하갈역) | Changjin (Hagal) | 5.1           | 54.3                      | 71.3                      |                      | 長津郡 |
| 泗水駅          | 사수역          | Sasu             | 4.0           | 58.3                      | 75.3                      |                      | 長津郡 |

### 廃駅
- 東井駅(동정역) - 松堂駅と上通駅との間に存在した。廃止当時は咸鏡南道栄光郡に位置していた。（栄光起点11.4km、咸興起点28.4km）

### 廃止区間
泗水駅 - 新垈駅(신대역) - 中南駅(중남역) - 旧津駅(구진역)
- 1935年廃止。駅は全て咸鏡南道長津郡に位置していた。廃止当時の所在地は咸鏡南道長津郡だった。

## 参考資料
- 国分隼人（2007年）. 『将軍様の鉄道 北朝鮮鉄道事情』, 新潮社. ISBN 9784103037316